# Emiliano Avogadro della Motta
Maria Giuseppe Eusebio Luca Emiliano Francesco Gioachino Avogadro della Motta (Vercelli, 16 ottobre 1798 – Torino, 9 febbraio 1865) è stato un politico e filosofo italiano.

## Biografia
Nacque a Vercelli dal conte Ignazio della Motta e da Ifigenia Avogadro di Casanova, entrambi appartenenti a nobili famiglie di vassalli e visconti, i cui antenati risalgono a poco oltre il mille. Tra gli Avogadro vi fu anche Amedeo, inventore della legge sui fluidi. Il ramo degli Avogadro della Motta si estinguerà nel 1944, con la morte di Emiliano II, suo nipote.
Emiliano frequentò con profitto gli studi e si laureò in utroque iure, ma proseguì lo studio in diverse aree della teologia e della filosofia, trasformando le dimore familiari in “piccole accademie” dove giuristi, filosofi, studiosi di diritto canonico e vescovi si riunivano, per discutere vari argomenti ed approfondire la filosofia moderna e i diversi aspetti del nascente socialismo.
Il 13 agosto 1833 ricevette l'incarico, che già fu del padre e che manterrà fino al 1847, di riformatore degli studi del Vercellese e in un'epoca in cui si guardava ancora con diffidenza all'istruzione delle classi popolari, egli visitava ciclicamente le scuole d'ogni ordine, scegliendone accuratamente gli insegnanti, convinto che l'istruzione e l'educazione fossero un diritto di tutti e dovessero procedere simultaneamente.
Nel 1837 assunse la carica di Consigliere di Formigliana e continuò a dedicarsi allo sviluppo culturale della natia Vercelli, ove fondò la Società di Storia Patria, per incrementare gli studi sul glorioso passato della città. Nel 1843 divenne membro del Consiglio Generale del Debito Pubblico e più tardi sindaco di Collobiano e “Consigliere di Sua Maestà per il pubblico insegnamento”.
Nel 1852 la sua notorietà varcò i confini del Piemonte, allorché ricevette l'eccezionale invito di partecipazione alla fase preparatoria della definizione del dogma dell'Immacolata e le sue riflessioni ebbero un seguito fra alcuni importanti gesuiti, come il direttore de La Civiltà Cattolica, che fece dono a papa Pio IX del Saggio intorno al socialismo. Luigi Taparelli d'Azeglio, richiamandosi ad Avogadro, espresse la propria preferenza per una condanna esplicita di tali errori, da includere nella bolla di definizione del dogma, ma l'autore sollecitò apertamente la distinzione di due argomenti (definizione del dogma e condanna degli errori) dalla portata tanto diversa e lo stesso Pio IX incaricò la Commissione, che aveva già lavorato sulla definizione del dogma, di esaminare gli errori moderni e di preparare il materiale necessario per la bolla e chiese al cardinale Fornari di invitare formalmente alcuni laici a collaborare. Avogadro fu l'unico laico italiano ad essere interpellato e inviò a Roma una risposta singolare e ricca di argomentazioni. Ben presto la Commissione incaricata abbandonò la trattazione univoca dei due argomenti e la solenne definizione su Maria sarà fatta da Pio IX l'8 dicembre 1854, mentre l'esame degli errori si trascinerà per altri dieci anni, mentre prevaleva in ambito ecclesiastico l'idea di una severa condanna.

## Attività parlamentare
Dall'8 dicembre 1853 al 1859 diventò membro attivo nella vita politica, quale deputato eletto nel collegio di Avigliana e operò nelle file dello stesso schieramento politico della Destra cattolica. La proposta avanzata in Parlamento di ridurre il numero delle feste, indusse Avogadro a scrivere un apposito opuscolo, per difendere la dignità dell'uomo che, in quanto essere intelligente e creativo, «senza tempo libero non vive da uomo, e mal lo conoscono gli economisti che altro non sanno procacciargli se non “lavoro e pane”». In Parlamento prendeva spesso la parola, come il 17 gennaio 1857, contro il progetto di legge che prevedeva l'obbligo del servizio militare e criticò la cessione di Nizza e Savoia alla Francia, smascherando le reali intenzioni che sull'Italia nutriva l'ambiguo Napoleone III.
Nel 1860 ricevette la decorazione della Croce di Ufficiale dei Santi Maurizio e Lazzaro e continuò a scrivere, oltre a collaborare con l'Armonia, l'Unità cattolica, l'Apologista, il Conservatore, rivista quest'ultima stampata a Bologna e di cui è ritenuto uno dei fondatori e collaboratori.
Morì "giovedì 9 febbraio 1865 alle 3½ in Torino”, come annotano diversi giornali e riviste, non ultima La Civiltà Cattolica, che gli dedicò un sentito necrologio.

## Opere

### Opere di carattere storico, filosofico e sociale
- Saggio intorno al Socialismo e alle dottrine e tendenze socialistiche, Torino, Zecchi e Bona, 1851.
- Sul valore scientifico e sulle pratiche conseguenze del sistema filosofico dell'Abate Rosmini, Napoli, Giannini, 1853.
- Teorica dell'istituzione del matrimonio e della guerra moltiforme cui soggiace per Emiliano Avogadro conte della Motta già Riformatore delle R. Scuole provinciali degli Stati Sardi, Speirani e Tortone, 1853.
- Teorica dell'istituzione del matrimonio Parte II che tratta della guerra moltiforme cui soggiace, per E. Avogadro conte della Motta già deputato al Parlamento Subalpino, Torino, Speirani e Figli, 1862.
- Teorica dell'istituzione del matrimonio e della guerra a cui soggiace, Parte III che tratta delle difese e dei rimedi, con una Appendice intorno alla ricerca del principio teorico morale generatore degli uffizi e dei doveri coniugali, Torino, Speirani e Tortone, 1854; 2.a edizione per Emiliano Avogadro conte della Motta deputato al Parlamento Nazionale, Torino, Speirani e Tortone, 1859.
- Teorica dell'istituzione del matrimonio e della guerra a cui soggiace, Parte IV Documenti per E. Avogadro conte della Motta già deputato al parlamento nazionale, Torino, Speirani e Tortone, 1860.
- Gesù Cristo nel secolo XIX, Studi religiosi e sociali, Modena, L'Immacolata Concezione, 1873 (postuma).
- La filosofia dell'Abate Antonio Rosmini esaminata da Emiliano Avogadro-conte Della Motta, Napoli, Giannini, 1877 (postuma).

### Opuscoli di carattere devozionale
- La festa di S. Michele e il mese di ottobre agli angeli santi, Torino, Marietti, 1863.
- Il mese di novembre dedicato a suffragio dei morti, 3ª ediz. Torino, Marietti, 1881.
- Le colonne di S. Chiesa. Omaggi a S. Giovanni Battista e ai Santi Apostoli nel mese di giugno e novena per la festa dei Santi Principi Pietro e Paolo, Torino, Marietti, 1863.
- Il mese di dicembre in adorazione al Verbo Incarnato Gesu nascente e ad onore di Maria Madre SS.ma, Torino, Marietti, 1863.

### Opuscoli di carattere storico-giuridico
- Rivista retrospettiva di un fatto seguito in Vercelli con osservazioni al diritto legale di libera censura, Vercelli, De Gaudenzi, 1848.
- Delle feste sacre e loro variazioni nel Regno subalpino, Torino, Marietti, 1849.
- Quistioni di diritto intorno alle istituzioni religiose e alle loro persone e proprietà, in occasione della Proposta di Legge fatta al Parlamento torinese per la soppressione di alcune corporazioni, Torino, Marietti, 1849.
- Cenni sulla Congregazione degli Oblati dei SS. Eusebio e Carlo eretta nella Basilica di S. Andrea in Vercelli e sulla proposta sua soppressione. Per un elettore Vercellese, Torino, Marietti (non datato).
- Parole di conciliazione sulla questione della circolare di S. E. Arcivescovo di Torino, 1850.
- Del diritto di petizione e delle petizioni pel ritorno di S. E. l'Arcivescovo di Torino, 1850.
- Lo statuto condanna la Legge Siccardi, Torino, Fontana, 1850.
- Erroneità e pericoli di alcune teorie ed ipotesi invocate a sostegno della proposta di Legge di soppressione di vari stabilimenti religiosi, Torino, Speirani e Tortone, 1855.
- Alcuni schiarimenti intorno alla natura della Proprietà Ecclesiastica allo stato di povertà religiosa, ed alle quistioni relative ai diritti e ai mezzi temporali di sussistenza della Chiesa. Con una Appendice intorno alla legalità nell'esecuzione della legge 29 maggio 1855 sulle Corporazioni religiose, Torino, Speirani e Tortone, 1856.
- Considerazioni sugli affari dell'Italia e del Papa, Torino, Speirani e Tortone, 1860.
- Una quistione preliminare al Parlamento Torinese, Torino, Speirani e Tortone, 1860.
- Il progetto di revisione del Codice Civile Albertino e il matrimonio civile in Italia, Torino, Speirani e Figli, 1861.
- La Rivoluzione e il Ministero Torinese in faccia al Papa ed all'Episcopato Italiano. Riflessioni retrospettive e prospettive, Torino, Speirani, 1861.

### Articoli di riviste
- L'Armonia: 16 marzo 1850, 29 settembre 1853, 30 gennaio 1862.
- Civiltà Cattolica: Serie I, vol. I, 341-352: Recensione a Rivista retrospettiva sopra la discussione delle leggi Siccardi, Serie I, vol. I, 385-403; Serie I, vol. VIII, 72-82; Serie I, vol. VIII, 377-396; Serie II, vol. II, 434-442; Serie II, vol. III; Serie II, vol. VI, 289-300; Serie II, vol. X, 668-672; Serie IV, vol. VI, 318-329;  Serie IV, vol. IX, 325-337; Serie IV, vol. XI, 194-206; Serie V, vol. VII, 343;  Serie VI, vol. I, 623; Serie XIV, vol. IV, 707-711.
- Unità Cattolica: 9 agosto 1861; 9 febbraio 1866; 11 febbraio 1871.

### Alcune opere riguardanti l'autore e la sua famiglia
- Archivio della Famiglia Avogadro di Collobiano e della Motta, a cura di Angelo Ballestreri, segretario della Famiglia, 1849, presso l'Archivio Storico di Torino.
- Avogadro della Motta, in Enciclopedia storico-nobiliare italiana, promossa e diretta dal marchese Vittorio Spreti, vol. I, Milano, MCMXXVIII.
- Avogadro di Vigliano F., Pagine di storia Vercellese e Biellese, in Antologia, a cura di M. Cassetti, Vercelli 1989.
- Avogadro di Vigliano F., Antiche vicende di alcuni feudi Biellesi degli Avogadro di San Giorgio Monferrato (e poi Conti di Collobiano e di Motta Alciata), Estratto dalla Illustrazione biellese, XIX, Biella, 1941.
- Corboli G., Per le nozze del Conte Federico Sclopis di Salerano e della Contessa Isabella Avogadro, Cremona, Feraboli, 1838.
- De Gregory G., Historia della Vercellese letteratura ed arti, parte IV, Torino, 1824.
- Di Crollallanza G. B., Dizionario storico-blasonico delle famiglie nobili e notabili italiane estinte e fiorenti, vol. I, Sala Bolognese, 1986.
- Dionisotti C., Notizie biografiche dei vercellesi illustri, Biella, Amos, MDCCCLXI.
- Manno A., Il patriziato Subalpino. Notizie di fatto storiche, genealogiche, feudali ed araldiche desunte da documenti, vol. I, Firenze, MDCCCXCV.
- I vescovi di Italia. Il Piemonte, a cura di Savio F., Torino, Bocca, 1898.
- Bonvegna G., Filosofia sociale e critica dello Stato moderno nel pensiero di un legittimista italiano: Emiliano Avogadro della Motta in Annali Italiani. Rivista di studi storici, anno I, n. 2, luglio-dicembre 2002, pp. 177–196.
- Bonvegna G., Il rapporto tra fede e ragione in Avogadro della Motta, in Sensus Communis, vol. 4 (2003), n. 1 (gennaio-marzo), pp. 19–36.
- Valentino V., E. Avogadro della Motta (1798-1865), un difensore rigoroso dei diritti della Chiesa e del Papa, in Divinitas, rivista internazionale di ricerca e di critica teologica, anno XLVI, n. 2 (2003).

### Volumi e tesi sull'autore
- Bonvegna G., Emiliano Avogadro della Motta. Il pensiero filosofico-politico e la critica al socialismo, Tesi di laurea in Filosofia. Università Cattolica, Milano, 2000.
- De Gaudenzi L., Ultima parola su di una pretesa ritrattazione del Conte Emiliano Avogadro della Motta, Mortara, Cortellezzi, 1889.
- De Gaudenzi L., Un'asserzione del P. Fr. Paoli D.I.D.C. riguardante il Conte Emiliano Avogadro-della Motta, tolta ad esame, Mortara, Cortellezzi, 1889.
- De Gaudenzi P. G., Istruzione del vescovo di Vigevano al Ven.do Suo Clero sul Matrimonio, Vigevano, Spargella, 1874.
- Manacorda G., Storiografia e socialismo, Padova 1967.
- Martire G., E. Avogadro in Enciclopedia Cattolica, vol. II, Roma, 1949, coll. 553-554.
- Omodeo A., L'opera politica del conte di Cavour, Parte I (1848-1857), Firenze 1940.
- Pirri P. (a cura di), Carteggi del P. L. Taparelli d'Azeglio, vol. XIV di Biblioteca di Storia Italiana Recente (1800-1870), Torino, 1932.
- La scienza e la fede, vol. XXIV, Napoli, 1851.
- Spadolini G., L'opposizione cattolica da porta Pia al '98, 3ª edizione, Firenze, 1955.
- Storia del Parlamento Italiano, diretta da N. Rodolico, vol. IV, Palermo, 1966.
- Traniello F., Cattolicesimo conciliarista. Religione e cultura nella tradizione Rosminiana Lombardo-Piemontese (1825-1870), Milano, 1970.
- Valentino V., Il matrimonio e la vita coniugale nel pensiero di Emiliano Avogadro, Tesi di licenza in teologia presso la Facoltà teologica dell'Italia Centrale, Anno Accademico 1998-1999.
- Valentino V., Il conte Emiliano Avogadro 1798-1865. Un'introduzione alla vita e alle opere, Vercelli, Saviolo, 2001.
- Valentino V., Un laico tra i teologi, Vercelli, 2003.
- A cura di Valentino V., E. Avogadro della Motta, Il pensiero di V. Gioberti, Genova, 2009.
- Verucci G., E. Avogadro in Dizionario Biografico Italiano, Istituto dell'Enciclopedia Italiana, vol. IV, Roma, 1962, coll. 686-688.